# سیارک ۶۹۹۷۱
سیارک ۶۹۹۷۱ (به انگلیسی: 69971 Tanzi، نامگذاری:1998WD2) شصت و نه هزار و نهصد و هفتاد و یکمین سیارک کشف شده‌است که در ۱۸ نوامبر ۱۹۹۸ کشف شد.